# آدام آرکین
آدام آرکین (انگلیسی: Adam Arkin؛ زادهٔ ۱۹ اوت ۱۹۵۶) یک هنرپیشه، و کارگردان اهل ایالات متحده آمریکا است. وی از سال ۱۹۶۹ میلادی تاکنون مشغول فعالیت بوده‌است.

## گزیده فیلمشناسی
از فیلم‌ها یا برنامه‌های تلویزیونی که وی در آن نقش داشته‌است می‌توان به آثار زیر اشاره کرد.
- مانیتورها (فیلم) (۱۹۶۹)
- زیر رنگین‌کمان (۱۹۸۱)
- دکتر (فیلم ۱۹۹۱) (۱۹۹۱)
- هیچ (فیلم ۲۰۰۵) (۲۰۰۵)
- یک مرد جدی (۲۰۰۹)
- جلسه‌ها (فیلم) (۲۰۱۲)
- هاوایی فایو-او (۱۹۷۵)
- ترایبکا (۱۹۹۳)
- حصار چوبی (۱۹۹۴، ۱۹۹۶)
- بال غربی (مجموعه تلویزیونی) (۲۰۰۰–۰۲)
- قطع کردن (۲۰۰۰)
- فریژر (۲۰۰۱)
- بوستون لیگال (۲۰۰۶)
- زندگی (سریال آمریکایی) (۲۰۰۷–۰۹)
- فرزندان آشوب (۲۰۰۹)
- اتاق خبر (مجموعه تلویزیونی) (۲۰۱۲)
- موجه (مجموعه تلویزیونی) (۲۰۱۲–۱۴)
- کارشناسان سکس (مجموعه تلویزیونی) (۲۰۱۴)
- تپانچه ۱۰ سنت (۲۰۱۴)
- فارگو (مجموعه تلویزیونی) (۲۰۱۵)
- چگونه از مجازات قتل فرار کرد (۲۰۱۶)
- خانواده امروزی (۲۰۱۶)